# 214432 Belprahon
214432 Belprahon è un asteroide della fascia principale. Scoperto nel 2005, presenta un'orbita caratterizzata da un semiasse maggiore pari a 3,2244629 au e da un'eccentricità di 0,1304347, inclinata di 5,13149° rispetto all'eclittica.